# Caladenia ampla
Caladenia ampla là một loài thực vật có hoa trong họ Lan. Loài này được (D.L.Jones) G.N.Backh. mô tả khoa học đầu tiên năm 2007.